# Hamptjärnarna (Nederkalix socken, Norrbotten)
Hamptjärnarna är en sjö i Kalix kommun i Norrbotten och ingår i Kalixälven-Töreälvens kustområde.